# Deinypena lathetica
Deinypena lathetica là một loài bướm đêm trong họ Noctuidae.